# Тукаево (Кигинский район)
Тукаево (баш. Тукай) — деревня в Кигинском районе Республики Башкортостан Российской Федерации. Входит в состав Душанбековского сельсовета.

## География

### Географическое положение
Расстояние до:
- районного центра (Верхние Киги): 9 км,
- центра сельсовета (Душанбеково): 4 км,
- ближайшей ж/д станции (Сулея): 56 км.

## Население
| 2002 | 2009 | 2010 |
| ---- | ---- | ---- |
| 173  | ↗176 | ↗183 |

Национальный состав
Согласно переписи 2002 года, преобладающие национальности — татары (73 %), башкиры (26 %).